# .sy
.sy는 시리아의 인터넷 국가 코드 최상위 도메인이다.

## 2차 도메인
예약된 2차 도메인이 여러 개 있다:
- .edu.sy (교육 기관)
- .gov.sy (시리아 정부 및 정부 기관)
- .net.sy(네트워크 운영자/공급자)
- .mil.sy(시리아군)
- .com.sy(상업 단체)
- .org.sy (비영리 단체)
- .news.sy (통신사)